# Urbanica
Urbanica je druhé řadové album pražské skupiny Skyline. Bylo vydáno u nezávislého labelu U:Bahn records, což byl nástupce prvního vydavatele Skyline, Intellygent recordings. Zajímavý byl způsob jeho distribuce. Jednak vyšlo jako příloha dubnového čísla dnes již neexistujícího časopisu Ultram:x a pak také jako speciální edice na 2CD, kdy první disk obsahoval 12 nových skladeb a druhý remixy některých písní z prvního CD a také raritní studiové nahrávky plus dva záznamy z živého vystoupení v paláci Akropolis z roku 2003. Krátké ukázky z alba i z bonusového CD je možné stáhnout na oficiálních stránkách kapely.
Na obalu alba jsou zobrazeny panelové domy na pražském Jižním Městě, název desky je částečně odvozen od jména manažera kapely Davida Urbana. Na rozdíl od minulé desky se produkce z velké části chopil Ecson Waldes, známý spolupracovník (převážně) elektronických projektů.

## Změny v kapele a na albu
Album mělo původně vyjít již v roce 2003, nicméně skupina prošla za dobu práce na desce řadou personálních změn a datum vydání se muselo odložit. Již na jaře roku 2002 opustil Skyline jejich dosavadní frontman Strictly Orange. Rok nato se rozhodl odejít saxofonista Rich FD a krátce po něm i zpěvačka Sister Zulu. Posledním odpadlíkem před dokončením alba byl cellista a "mašinkář" Štěpán Jamník. Na novém albu jsou již slyšet noví členové kapely, a to MC NuC (nahradil Stictlyho), kytarista Majkii B a zpěvačka Jitka Charvátová.
Přestože se nově příchozí výrazně podíleli na albu, zanedbatelný není ani rukopis bývalých členů Skyline. Někteří se objevují i na samotné nahrávce - například hlas zpěvačky Sister Zulu je slyšet v písni Step on the Gas. Spousta novějších písní (Entertaining, Planet 5) je také úpravou starších výtvorů, které ještě vznikly za působení bývalých členů. Na bonusovém CD ze speciální edice se navíc ještě objevují starší nahrávky se Sister Zulu.

## Seznam skladeb
1. Rhythm Hackers
2. Another Space
3. Manic Girl
4. When Nu C Was Just A Little Boy
5. Entertaining
6. No Logic
7. Free To Begin
8. Pocket Poetry
9. Planet 5
10. Step On The Gas
11. Toffee Coffee
12. Urbanica

### Bonusy
1. Manic Girl (Manic-acoustic rmx by Majkii B and Hoffy_M)
2. Rhythm Hackers (Kids Of D Smack U remake by Southpaw)
3. Free To Begin (Testostereophonic rmx by Close Encounter)
4. Planet 5 (Subway Mix by Bugman)
5. Coffee Coffee (Take Me! mix by ZKa4T)
6. Manic Girl (Sheena‘s Normal Day remake by Pierre and Krůta)
7. Lost In My 25s (rarita)
8. Sweet Things (rarita)
9. Are We Ready? (rarita)
10. Aika (Live At Palác Akropolis (16. listopadu 2003))
11. Bubbles (Live At Palác Akropolis (16. listopadu 2003))